# Pokos

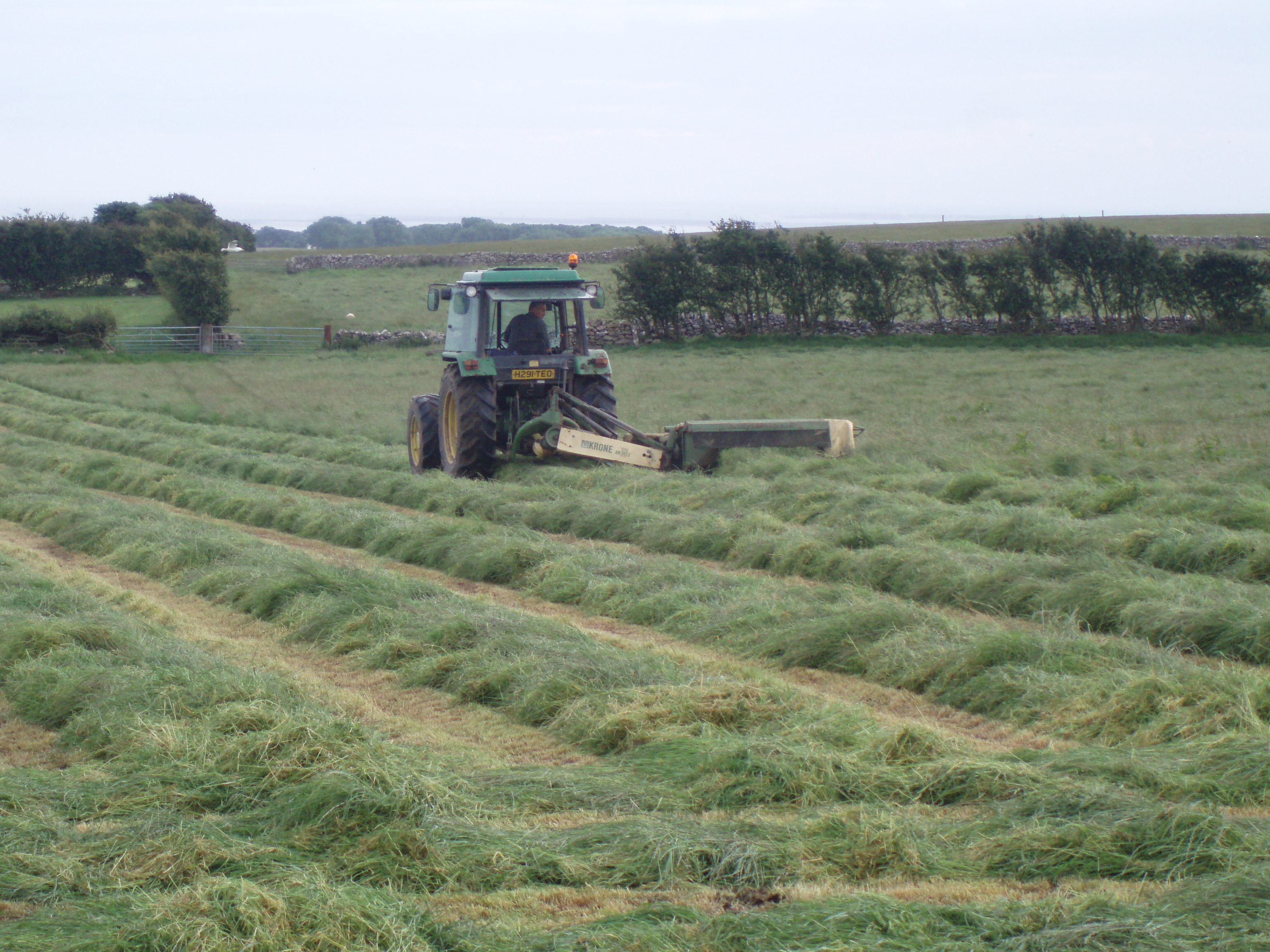
Pokos w rzędach na łące

Pokos – ogół części roślin zebrany podczas jednego sianokosu lub w węższym znaczeniu pas skoszonych roślin układający się za kosiarką.